# Park Ko-eun
Park Ko-eun (* 11. April 1976) ist eine ehemalige südkoreanische Marathonläuferin.
2000 siegte sie mit ihrer persönlichen Bestzeit von 2:33:06 h beim Seoul International Marathon. 2002 siegte sie beim Gunsan-Marathon, bei dem sie im Vorjahr Dritte geworden war.